# دلفین سربی
دلفین سربی گونه‌ای دلفین است که در آب‌های کرانه‌ای نیم‌کره جنوبی زندگی می‌کند. نام سربی به دلیل ظاهر تاریک و محو این جانور به آن داده شده‌است و از واژهٔ لاتین obscurus به معنای «تاریک» می‌آید. این جانور از انواع ماهی و ماهی مرکب تغذیه می‌کند و روش‌های شکار متنوعی دارد. دلفین سربی به خاطر حرکات آکروباتیک خود شناخته شده‌است.

## توصیف ظاهری

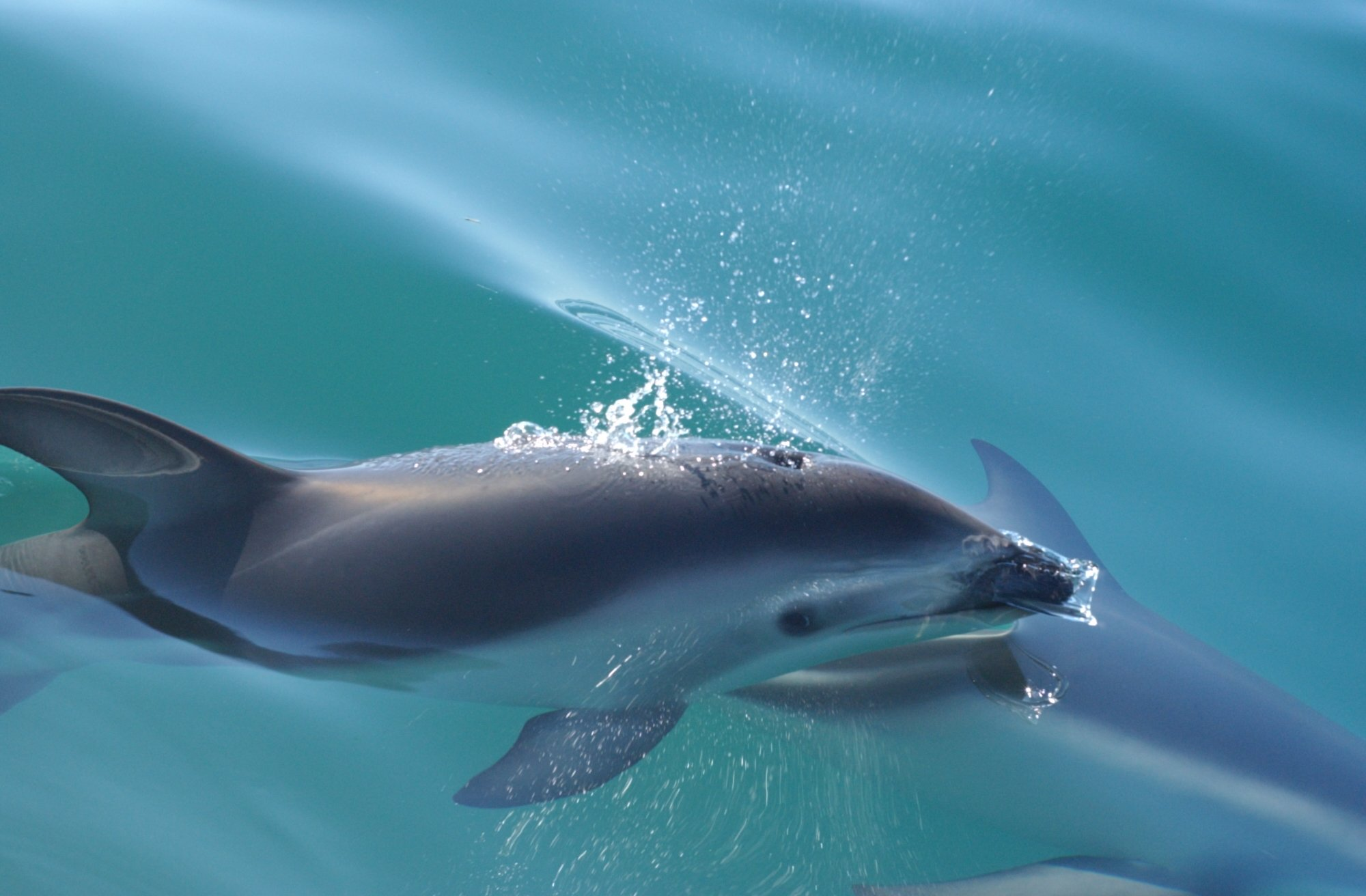
دلفین سربی در سطح آب.

دلفین سربی نسبت به دیگر گونه دلفین‌های خانواده پهلوسفیدها جثه‌ای کوچک تا متوسط دارد. اندازه جثه در میان گروه‌های گوناگون این دلفین تفاوت بسیار دارد. بزرگترین دلفین‌های سربی، با ۲٫۱ متر طول و ۱۰۰ کیلوگرم وزن، در نزدیکی پرو زندگی می‌کنند. دلفین‌های سربی نر ساکن نیوزیلند دارای طولی میان ۱۷۵–۱۶۵ سانتی‌متر و وزنی میان ۸۵–۷۰ کیلوگرم هستند. برای ماده‌ها این میزان ۱۷۸–۱۶۷ طول و ۷۸–۶۹ کیلوگرم وزن است.
رنگ پشت خاکستری-سیاه است و باله پشتی مشخصاً دو رنگ. آن‌ها بخش‌های بزرگ و طولانی به رنگ خاکستری ملایم بر پهلوهای خود دارند. نوک آن‌ها کوتاه با انتهایی سیاه رنگ است. رنگ گلو و شکم سفید است. این دلفین هنگامی که درون آب است به سادگی با دلفین چانه‌سیاه اشتباه گرفته می‌شود. این جانور از لحاظ ژنتیکی بسیار به دلفین پهلوسفید آرام نزدیک است، با این حال بررسی‌های انجام شده نشان می‌دهند که این دو گونه‌هایی جدا هستند. جمجمه یک دلفین سربی دارای پوزه بلندتر و باریکتری نسبت به جمجمه یک دلفین ساعت شنی یا دلفین چانه‌سیاه با سن و جثه یکسان است.

## گستره و جمعیت

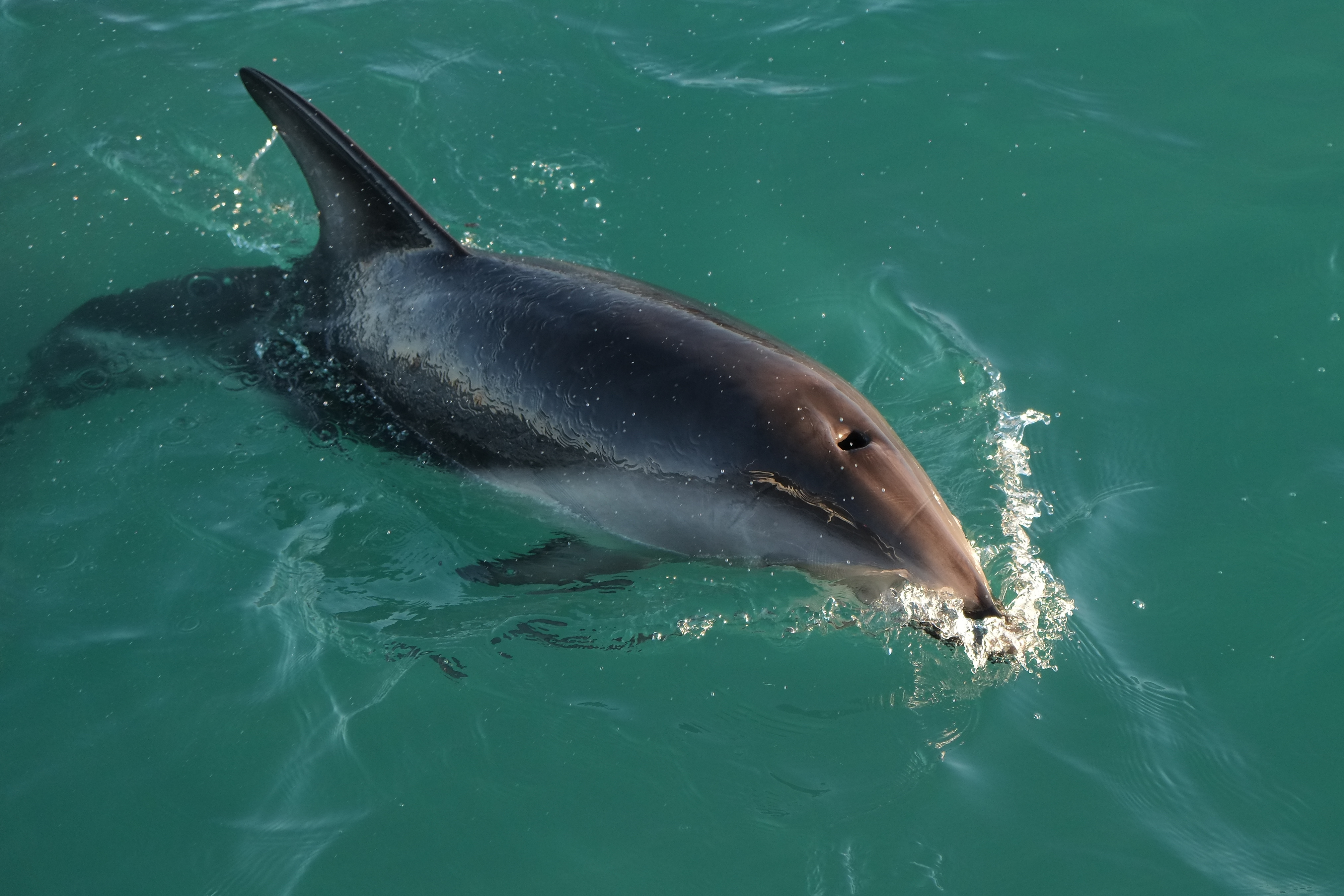
دلفین سربی روی سطح آب، نزدیک منطقه کایکورا

گستره دلفین سربی به شکل گسسته‌است با جمعیت‌های زیاد در نزدیکی آمریکای جنوبی و جنوب غربی آفریقا و نیوزیلند و چندین منطقه جزیره‌ای اقیانوسی از جمله تاسمانی و جنوب استرالیا. دلفین سربی آب‌های خنک و نزدیک به کرانه را ترجیح می‌دهد اما به دور از کرانه نیز دیده شده‌است.
مشاهدات هوایی در دهه ۱۹۹۰ از گروه‌های این دلفین در پاتاگونیا، تعداد محلی ۷٬۰۰۰ از این گونه را تخمین زدند. آن‌ها می‌توانند مسافت‌های طولانی را شنا کنند (بیشترین طول دیده شده ۱٬۴۴۰ کیلومتر بوده‌است). گمان بر این می‌رود که این دلفین‌ها دارای الگوی مهاجرتی باشند.

## نگارخانه

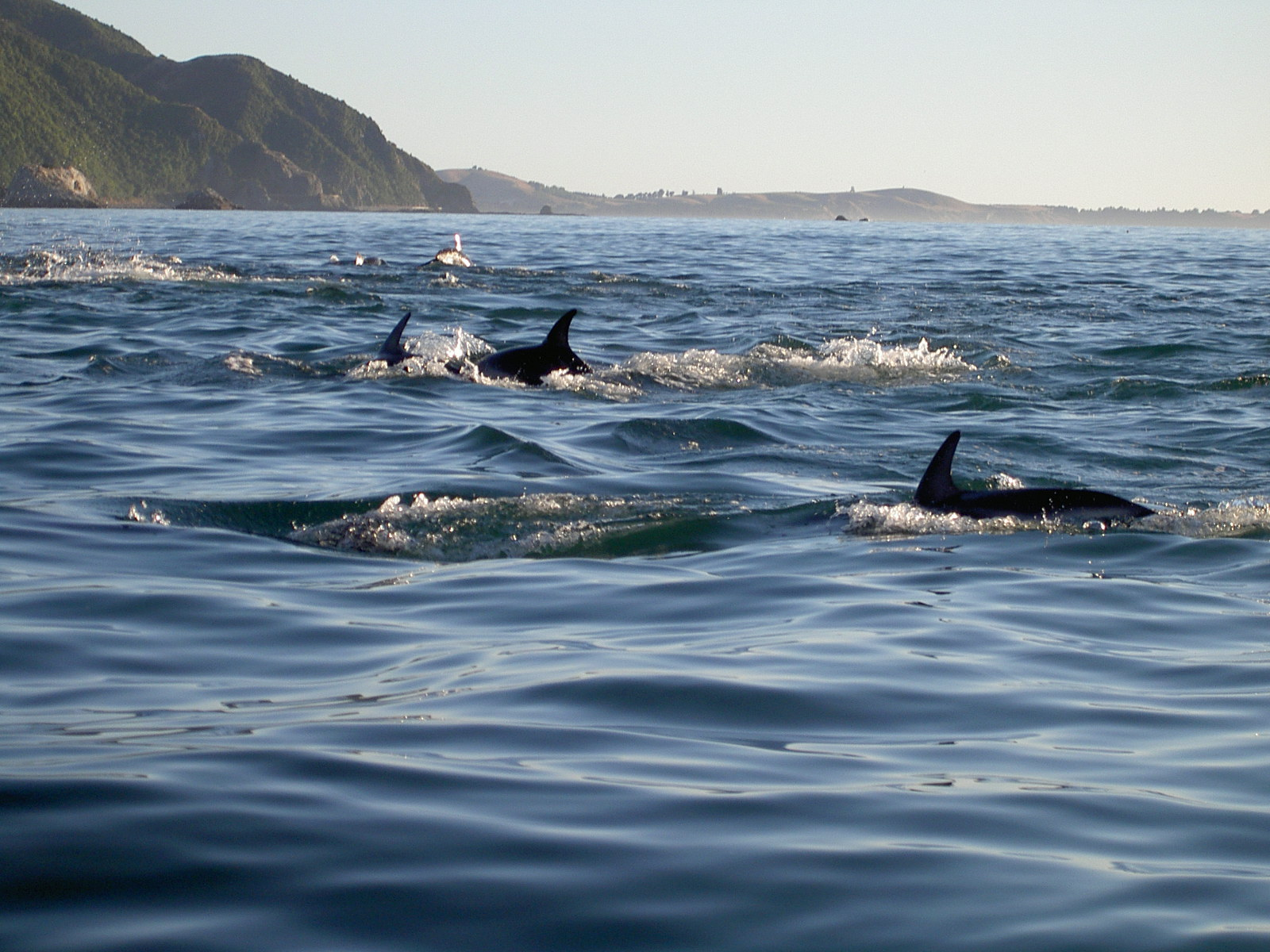
دلفین‌های سربی در کایکورا، نیوزیلند
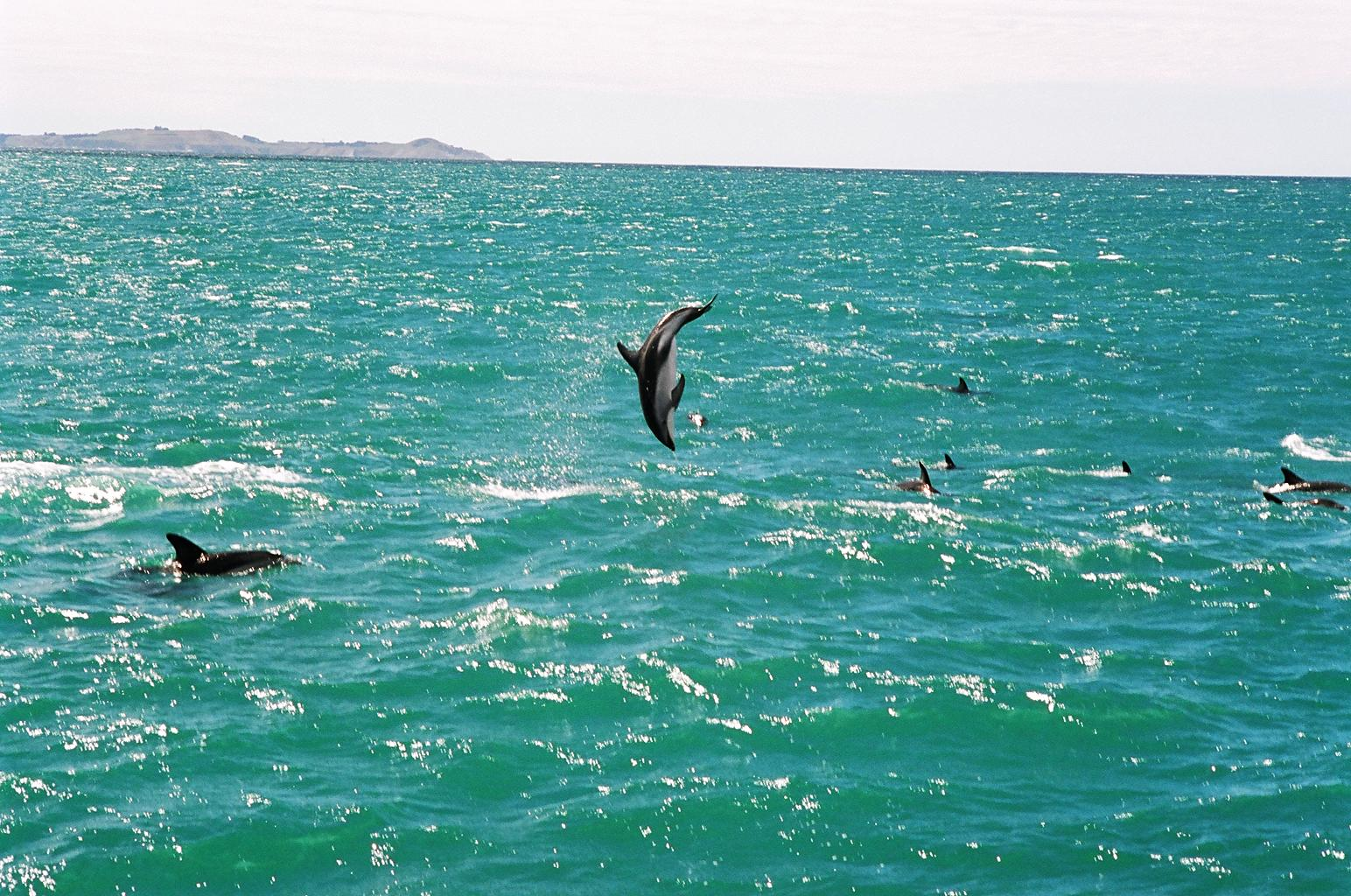
دلفین سربی در حال پرش از آب، کایکورا، نیوزیلند
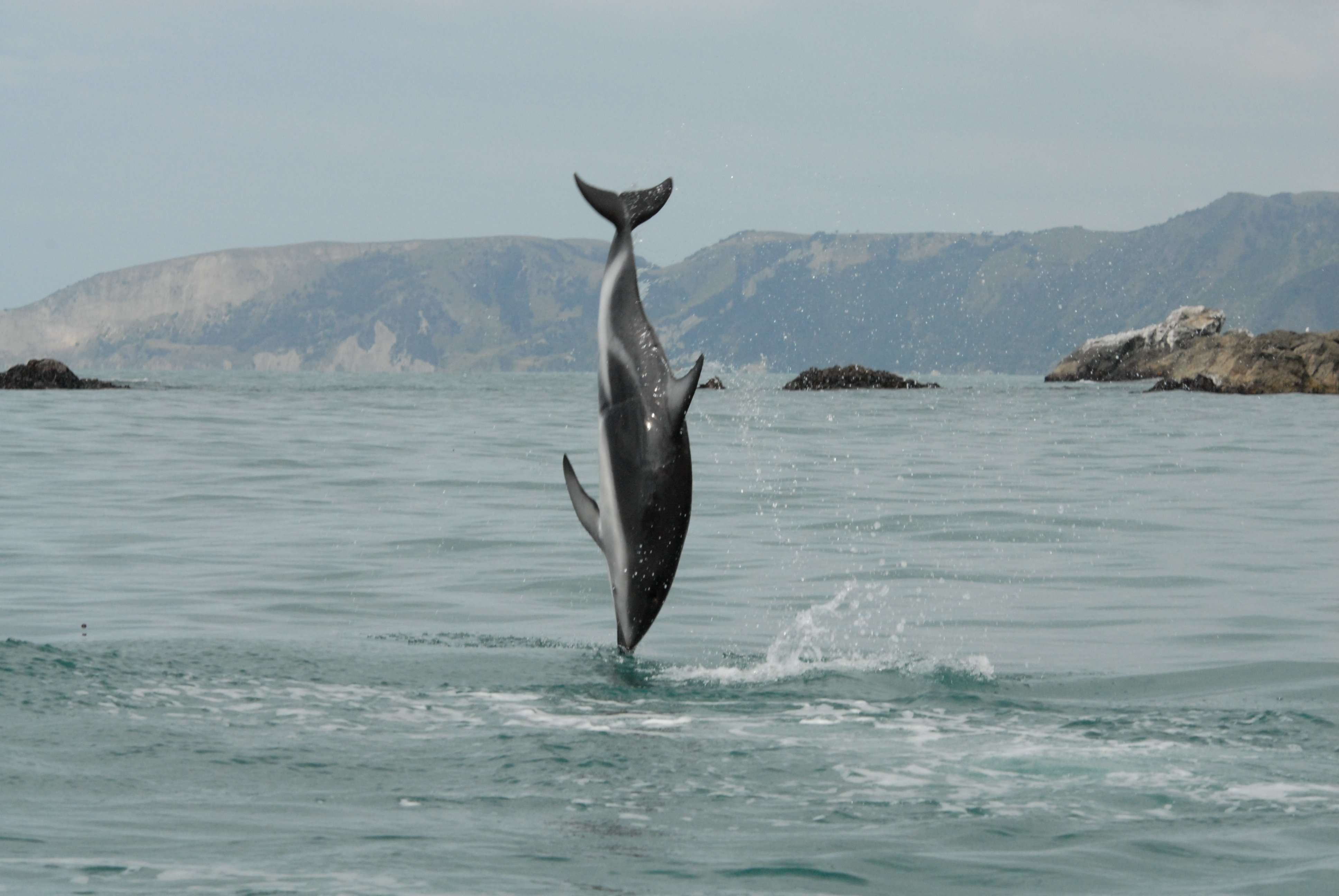
یک دلفین سربی در حال پشتک وارو زدن